# Rudi Gores
Rudolf „Rudi“ Gores (* 5. September 1957 in Gerolstein) ist ein ehemaliger deutscher Fußballspieler und Fußballtrainer. Seit 2013 ist er im Scoutingbereich tätig.

## Karriere
Sein Heimatverein ist der SV Gerolstein, wo er zum Jugendnationalspieler wurde. Seine aktive Bundesligakarriere begann Rudi Gores 1976 bei Borussia Mönchengladbach. Er wurde in der damaligen Spitzenmannschaft aber nie Stammspieler. Sein persönlich bestes Jahr in Gladbach hatte er 1979 mit 24 Bundesliga-Einsätzen. Gores wurde in seiner Zeit bei Mönchengladbach einmal deutscher Fußballmeister (1977) und einmal UEFA-Pokal-Sieger (1979). Nach der Saison 1980 wechselte er zum MSV Duisburg, verließ den Verein nach dem Abstieg 1982 aber in Richtung Fortuna Düsseldorf. Im Sommer 1983 wechselte er in die 2. Bundesliga zum SC Fortuna Köln. Weitere Zweitligavereine, bei denen Gores spielte, waren Tennis Borussia Berlin und Viktoria Aschaffenburg. Er erzielte in 98 Bundesligaspielen 16 Tore.
Von Juli 1993 bis Ende Juni 1995 trainierte er Viktoria Aschaffenburg in der Oberliga Hessen. Von 1995 bis 1997 trainierte er den Regionalligisten Rot-Weiss Essen, konnte 1996 den Wiederaufstieg in die 2. Bundesliga erreichen, wurde dort aber in der Folgesaison entlassen. Am 1. Juli 1997 unterschrieb Gores einen Vertrag beim Regionalligisten FC Rot-Weiß Erfurt. Dort wurde er aber aufgrund finanzieller Schwierigkeiten nach nur 17 Tagen wieder entlassen. Danach wurde er vom Präsidenten des Wuppertaler SV verpflichtet. Er wurde von den Wuppertaler Fans aufgrund seiner Zuneigung für Rot-Weiss Essen allerdings von Anfang an sehr stark angefeindet. Nach zwei sehr erfolglosen Jahren wurde er im Januar 1999 wieder entlassen. Im August 2005 nahm er das Angebot von Bernd Krauss an, als Co-Trainer bei Baniyas SC in Abu Dhabi zu arbeiten. Nach dieser Station wurde Gores am 11. April 2006 beim spanischen Klub CD Teneriffa wiederum Assistenztrainer unter Krauss. Beide Trainer wurden am 4. Dezember 2006 wegen Erfolglosigkeit wieder von ihren Aufgaben entbunden. Gores war danach unter anderem in der Fußballschule Rudi Völlers auf Mallorca beschäftigt. Seit 2013 ist er als Scout wieder für seinen ersten Bundesligaverein Borussia Mönchengladbach tätig.